# Liga de Campeones Femenina de la AFC 2025-26
La Liga de Campeones Femenina de la AFC 2025-26  será la segunda edición de la Liga de Campeones Femenina de la AFC, el principal torneo de fútbol femenino de clubes de Asia organizado por la Confederación Asiática de Fútbol.

## Asignación de equipos de la asociación
La AFC publicó los principios clave de la competición el 20 de agosto de 2023. A partir de las primeras cuatro temporadas habrá una inscripción por asociación miembro participante, con una asignación basada en la clasificación de la FIFA de las asociaciones miembro participantes hasta 2027-28. Los clubes con los primeros puestos según la clasificación mundial femenina de la asociación miembro disfrutarán de una clasificación directa a la fase de grupos, sujeta a las inscripciones.
A partir de entonces, se utilizará una clasificación de la competición de clubes femeninos de la AFC. En esta edición 26 (de 47) asociaciones miembro solicitaron participar en la competición.
Cada asociación participante tiene derecho a recibir un cupo, cuya asignación se basa en el Ranking FIFA Femenino. Los clubes de las siete asociaciones mejor clasificadas avanzaron directamente a la fase de grupos, y los demás clubes comenzarán desde la fase preliminar. El coeficiente para determinar las plazas en la Liga de Campeones Femenina de la AFC se basa en un 70% en los puntos de los clubes de la AFC y el 30% en los puntos conseguidos por las selecciones nacionales, según la clasificación de la FIFA.
| Ranking | Asociación             | Puntos | Cupos  | Cupos      |
| Ranking | Asociación             | Puntos | Grupos | Preliminar |
| ------- | ---------------------- | ------ | ------ | ---------- |
| 1       | Australia              | 97.662 | 1      | 0          |
| 2       | Corea del Sur          | 75.852 | 1      | 0          |
| 3       | Japón                  | 74.800 | 1      | 0          |
| 4       | China                  | 74.583 | 1      | 0          |
| 5       | Vietnam                | 70.393 | 1      | 0          |
| 6       | Emiratos Árabes Unidos | 50.763 | 1      | 0          |
| 7       | Irán                   | 50.389 | 1      | 0          |
| 8       | China Taipéi           | 48.149 | 0      | 1          |
| 9       | Filipinas              | 37.175 | 0      | 1          |
| 10      | Tailandia              | 33.771 | 0      | 1          |
| 11      | India                  | 30.737 | 0      | 1          |
| 12      | Malasia                | 30.443 | 0      | 1          |
| 13      | Corea del Norte        | 29.136 | 0      | 1          |
| 14      | Uzbekistán             | 24.634 | 0      | 1          |
| 15      | Myanmar                | 23.653 | 0      | 1          |
| 16      | Jordania               | 22.008 | 0      | 1          |
| 17      | Hong Kong              | 21.376 | 0      | 1          |
| 18      | Laos                   | 19.960 | 0      | 1          |
| 19      | Nepal                  | 19.831 | 0      | 1          |
| 22      | Guam                   | 18.077 | 0      | 1          |
| 23      | Singapur               | 17.618 | 0      | 1          |
| 24      | Camboya                | 17.245 | 0      | 1          |
| 25      | Mongolia               | 16.541 | 0      | 1          |
| 26      | Arabia Saudita         | 16.425 | 0      | 1          |
| 29      | Kirguistán             | 16.343 | 0      | 1          |
| 33      | Bután                  | 14.382 | 0      | 1          |

Asociaciones que no enviaron equipo
- Afganistán
- Baréin
- Bangladés
- Brunéi
- Indonesia
- Irak
- Kuwait
- Líbano
- Macao
- Maldivas
- Islas Marianas del Norte
- Omán
- Pakistán
- Palestina
- Catar
- Sri Lanka
- Siria
- Tayikistán
- Timor Oriental
- Turkmenistán
- Yemen

## Equipos participantes
| Club                      | Método de clasificación                                   | T. D. (U. A.)  |
| Fase de grupos            | Fase de grupos                                            | Fase de grupos |
| ------------------------- | --------------------------------------------------------- | -------------- |
| Melbourne City            | Campeón del torneo regular de la A-League Women 2024-25   | 2.ª (2024-25)  |
| Suwon                     | Campeón de la WK League 2024                              | 1.ª            |
| Tokyo Verdy Beleza        | Campeón de la WE League 2024-25                           | 1.ª            |
| Wuhan Jianghan University | Campeón de la Superliga Femenina de China 2024            | 2.ª (2024-25)  |
| Ho Chi Minh City          | Campeón de la Liga Nacional Femenina de Vietnam 2024      | 2.ª (2024-25)  |
| Abu Dhabi Country Club    | Campeón de la Liga Femenina de los Emiratos Árabes Unidos | 2.ª (2024-25)  |
| Bam Khatoon               | Campeón de la Liga Kowsar de Fútbol Femenino              | 2.ª (2024-25)  |
| Fase preliminar           |                                                           |                |
| Kaohsiung Attackers       | Campeón de la Taiwan Mulan Football League 2024           | 1.ª            |
| Stallion Laguna           | Campeón de la PFF Women's Cup 2024                        | 1.ª            |
| College of Asian Scholars | Campeón de la Thai Women's League 2025                    | 2.ª (2024-25)  |
| East Bengal               | Campeón de la Liga Femenina de la India 2024-25           | 2.ª (2024-25)  |
| Kelana United             | Campeón de la Liga Nacional Femenina de Malasia 2024      | 1.ª            |
| Naegohyang                | Campeón de la Liga Premier Femenina de la RDPC 2024-25    | 1.ª            |
| Nasaf                     | Campeón de la Liga Femenina de Uzbekistán 2024            | 2.ª (2024-25)  |
| ISPE                      | Campeón de la Liga Femenina de Myanmar 2024               | 1.ª            |
| Etihad                    | Campeón de la Jordan Women's Pro League 2024              | 2.ª (2024-25)  |
| Kitchee                   | Campeón de la Liga Femenina de Hong Kong 2024-25          | 2.ª (2024-25)  |
| Master 7                  | Campeón de la Liga Femenina de Laos 2024                  | 1.ª            |
| Nepal APF                 | Campeón de la ANFA Women's League 2024                    | 2.ª (2024-25)  |
| Bank of Guam Strykers     | Campeón de la Bud Light G League Championship 2025        | 1.ª            |
| Lion City Sailors         | Campeón de la Women's Premier League 2024                 | 2.ª (2024-25)  |
| Phnom Penh Crown FC       | Campeón de la Liga Femenina Camboyana 2024-25             | 1.ª            |
| Khovd Western             | Campeón de la Liga Nacional Femenina de Mongolia 2024     | 1.ª            |
| Al-Nassr                  | Campeón de la Saudi Women's Premier League 2024-25        | 2.ª (2024-25)  |
| Sdyushor SI–Asiagoal      | Campeón del Kyrgyzstan Women's Championship 2024          | 1.ª            |
| Royal Thimphu College     | Campeón de la Bhutan Women's National League 2024         | 2.ª (2024-25)  |

## Formato
El torneo comprende:
- Una fase preliminar (un grupo de cuatro y tres grupos de tres equipos) en sedes centralizadas
- Un torneo principal con 12 equipos (tres grupos de cuatro equipos) en sedes centralizadas
- Cuartos de final organizados por los ganadores del grupo y el mejor segundo equipo.
- Semifinales y final en sede centralizada

### Desempates
Los equipos que participan en la fase preliminar y en la fase de grupos se clasifican según su puntuación (3 puntos por victoria, 1 punto por empate y 0 puntos por derrota). Si dos o más equipos están empatados en puntos, se aplicarán los siguientes criterios de desempate, en el orden indicado, para determinar la clasificación:
1. Puntos en partidos cara a cara entre los equipos empatados;
2. Diferencia de goles en partidos cara a cara entre los equipos empatados;
3. Goles marcados en partidos cara a cara entre los equipos empatados;
4. Si más de dos equipos están empatados y, después de aplicar todos los criterios de enfrentamiento directo anteriores, un subconjunto de equipos sigue empatado, todos los criterios de enfrentamiento directo anteriores se vuelven a aplicar exclusivamente a este subconjunto de equipos;
5. Diferencia de goles en todos los partidos del grupo;
6. Goles marcados en todos los partidos del grupo;
7. Tanda de penaltis , cuando sólo dos equipos están empatados y los equipos en cuestión han jugado su último partido del grupo entre sí;
8. Puntuación disciplinaria más baja (tarjeta roja directa = 3 puntos; doble tarjeta amarilla = 3 puntos; tarjeta amarilla simple = 1 punto);
9. Sorteo de lotes

## Calendario
| Etapa             | Ronda            | Fecha del sorteo         | Fechas de juego        |
| ----------------- | ---------------- | ------------------------ | ---------------------- |
| Fase preliminar   | Jornada 1        | 3 de julio de 2025       | 25 de agosto de 2025   |
| Fase preliminar   | Jornada 2        | 3 de julio de 2025       | 28 de agosto de 2025   |
| Fase preliminar   | Jornada 3        | 3 de julio de 2025       | 31 de agosto de 2025   |
| Fase de grupos    | Jornada 1        | 11 de septiembre de 2025 | Noviembre de 2025      |
| Fase de grupos    | Jornada 2        | 11 de septiembre de 2025 | Noviembre de 2025      |
| Fase de grupos    | Jornada 3        | 11 de septiembre de 2025 | Noviembre de 2025      |
| Fase eliminatoria | Cuartos de final | 8 de enero de 2026       | 22–23 de marzo de 2026 |
| Fase eliminatoria | Semifinales      | 8 de enero de 2026       | 21 de mayo de 2026     |
| Fase eliminatoria | Final            | 8 de enero de 2026       | 24 de mayo de 2026     |

## Fase preliminar

### Grupo A
El anfitrión del grupo es  ISPE.
| Pos. | Equipo                | Pts. | PJ | G | E | P | GF | GC | Dif. | Clasificación  |
| ---- | --------------------- | ---- | -- | - | - | - | -- | -- | ---- | -------------- |
| 1    | ISPE                  | 0    | 0  | 0 | 0 | 0 | 0  | 0  | 0    | Fase de grupos |
| 2    | Khovd Western         | 0    | 0  | 0 | 0 | 0 | 0  | 0  | 0    |                |
| 3    | Stallion Laguna       | 0    | 0  | 0 | 0 | 0 | 0  | 0  | 0    |                |
| 4    | Bank of Guam Strykers | 0    | 0  | 0 | 0 | 0 | 0  | 0  | 0    |                |

Los primeros partidos se disputarán el 25 de agosto de 2025.
 Fuente: AFC

### Grupo B
El anfitrión del grupo es  Nasaf.
| Pos. | Equipo                    | Pts. | PJ | G | E | P | GF | GC | Dif. | Clasificación  |
| ---- | ------------------------- | ---- | -- | - | - | - | -- | -- | ---- | -------------- |
| 1    | College of Asian Scholars | 0    | 0  | 0 | 0 | 0 | 0  | 0  | 0    | Fase de grupos |
| 2    | Nasaf                     | 0    | 0  | 0 | 0 | 0 | 0  | 0  | 0    |                |
| 3    | Al-Nassr                  | 0    | 0  | 0 | 0 | 0 | 0  | 0  | 0    |                |
| 4    | Nepal APF                 | 0    | 0  | 0 | 0 | 0 | 0  | 0  | 0    |                |

Los primeros partidos se disputarán el 25 de agosto de 2025.
 Fuente: AFC

### Grupo C
El anfitrión del grupo es  Kelana United.
| Pos. | Equipo               | Pts. | PJ | G | E | P | GF | GC | Dif. | Clasificación  |
| ---- | -------------------- | ---- | -- | - | - | - | -- | -- | ---- | -------------- |
| 1    | Etihad               | 0    | 0  | 0 | 0 | 0 | 0  | 0  | 0    | Fase de grupos |
| 2    | Kelana United        | 0    | 0  | 0 | 0 | 0 | 0  | 0  | 0    |                |
| 3    | Lion City Sailors    | 0    | 0  | 0 | 0 | 0 | 0  | 0  | 0    |                |
| 4    | Sdyushor SI–Asiagoal | 0    | 0  | 0 | 0 | 0 | 0  | 0  | 0    |                |

Los primeros partidos se disputarán el 25 de agosto de 2025.
 Fuente: AFC

### Grupo D
El anfitrión del grupo es  Master 7.
| Pos. | Equipo                | Pts. | PJ | G | E | P | GF | GC | Dif. | Clasificación  |
| ---- | --------------------- | ---- | -- | - | - | - | -- | -- | ---- | -------------- |
| 1    | Kaohsiung Attackers   | 0    | 0  | 0 | 0 | 0 | 0  | 0  | 0    | Fase de grupos |
| 2    | Master 7              | 0    | 0  | 0 | 0 | 0 | 0  | 0  | 0    |                |
| 3    | Naegohyang            | 0    | 0  | 0 | 0 | 0 | 0  | 0  | 0    |                |
| 4    | Royal Thimphu College | 0    | 0  | 0 | 0 | 0 | 0  | 0  | 0    |                |

Los primeros partidos se disputarán el 25 de agosto de 2025.
 Fuente: AFC

### Grupo E
El anfitrión del grupo es  Phnom Penh Crown FC.
| Pos. | Equipo           | Pts. | PJ | G | E | P | GF | GC | Dif. | Clasificación  |
| ---- | ---------------- | ---- | -- | - | - | - | -- | -- | ---- | -------------- |
| 1    | East Bengal      | 0    | 0  | 0 | 0 | 0 | 0  | 0  | 0    | Fase de grupos |
| 2    | Kitchee          | 0    | 0  | 0 | 0 | 0 | 0  | 0  | 0    |                |
| 3    | Phnom Penh Crown | 0    | 0  | 0 | 0 | 0 | 0  | 0  | 0    |                |

Los primeros partidos se disputarán el 15 de septiembre de 2025.
 Fuente: AFC